# Armin Meier
Armin Meier, nacido el 3 de noviembre de 1969 en Rickenbach, es un antiguo ciclista suizo ya retirado que fue profesional de 1995 a 2001. 
Estuvo implicado en el Caso Festina ocurrido durante el Tour de Francia 1998, donde el equipo Festina fue golpeado por un escándalo de dopaje que reveló una trama de productos prohibidos donde se vieron implicados el equipo, su mánager Bruno Roussel, el director deportivo, y el médico, Erik Rykaert. Junto con otros dos miembros del equipo Festina, Laurent Brochard y Christophe Moreau, admitieron tomar eritropoyetina después de haber sido detenidos y fueron expulsados de la carrera. Confesando junto con los otros miembros del equipo - con excepción de Richard Virenque - tuvo un período de seis meses de suspensión, antes de regresar a las carreras.

## Palmarés
1989
- Hegiberg-Rundfahrt

1995
- 1 etapa del Tour de Normandía

1996
- Campeón de Suiza en ruta
- GP Brissago
- 1 etapa de la Vienne-Rabenstein-Gresten-Vienne

1998
- 2º en el Campeonato de Suiza en Ruta

1999
- Campeón de Suiza en ruta

## Resultados en las grandes vueltas
| Carrera         | 1995 | 1996 | 1997 | 1998 | 1999 | 2000  | 2001 |
| --------------- | ---- | ---- | ---- | ---- | ---- | ----- | ---- |
| Giro de Italia  | -    | -    | Ab.  | 48.º | -    | -     | -    |
| Tour de Francia | -    | -    | -    | Ex.  | 31.º | Ab.   | -    |
| Vuelta a España | -    | -    | -    | -    | Ab.  | 104.º | -    |
| Mundial en Ruta | -    | -    | 47°  | -    | -    | -     | -    |

-: no participa

Ab.: abandono

Ex.: excluido